# راندولف کالدکوت
راندولف کالدکوت (انگلیسی: Randolph Caldecott؛ ۲۲ مارس ۱۸۴۶ – ۱۲ فوریهٔ ۱۸۸۶) یک نقاش اهل بریتانیا بود. کالدکوت یک هنرمند و تصویرگر متولد چستر بود، نشان افتخاری کالدکوت که هر ساله از طرف انجمن خدمات کتابخانه برای کودکان به برترین آثار مصورسازی شدهٔ کودکان اهدا می‌گردد به نام وی نامگذاری گردیده است.

## زندگی
هنر کالدکوت عمدتاً در طراحی و نگارگری کتابها خلاصه می‌شود، توانایی او در خَلق آثار ناب به شکلی بود که به عنوان یک هنرمند نابغه و سخاوتمند توسط آکادمی سلطنتی به رسمیت شناخته شد، کارهای وی بیشتر تحت تأثیر کتاب‌های کودکان در طول قرن نوزدهم می‌باشد، دو کتابِ طراحی شده توسط او به قیمت هر کدام یک شیلینگ به مدت هشت سال هر کریسمس منتشر گردیده است، کالدکوت همچنین طراحی‌هایی برای کتاب‌های خارج از کشور نیز داشته، طراحی‌های او دستمایه‌ای طنزآمیز می‌باشد که موارد مختلفی از شکار گرفته تا زندگی مد، کارتون و امثال آن‌ها را در بر می‌گیرد، مجموعه‌ای از کارهای او در زمینهٔ مجسمه‌سازی، نقاشی رنگ روغن و آبرنگ، در گالری آکادمی سلطنتی به نمایش گذاشته شده‌است، عمده آثار طراحی شدهٔ وی توسط ادموند ایوانز چاپ گردید.

## نگارخانه

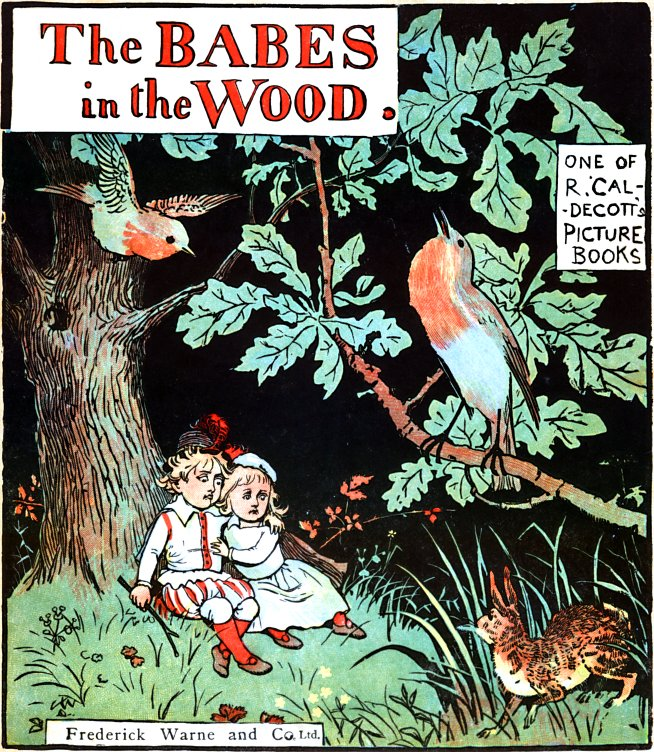
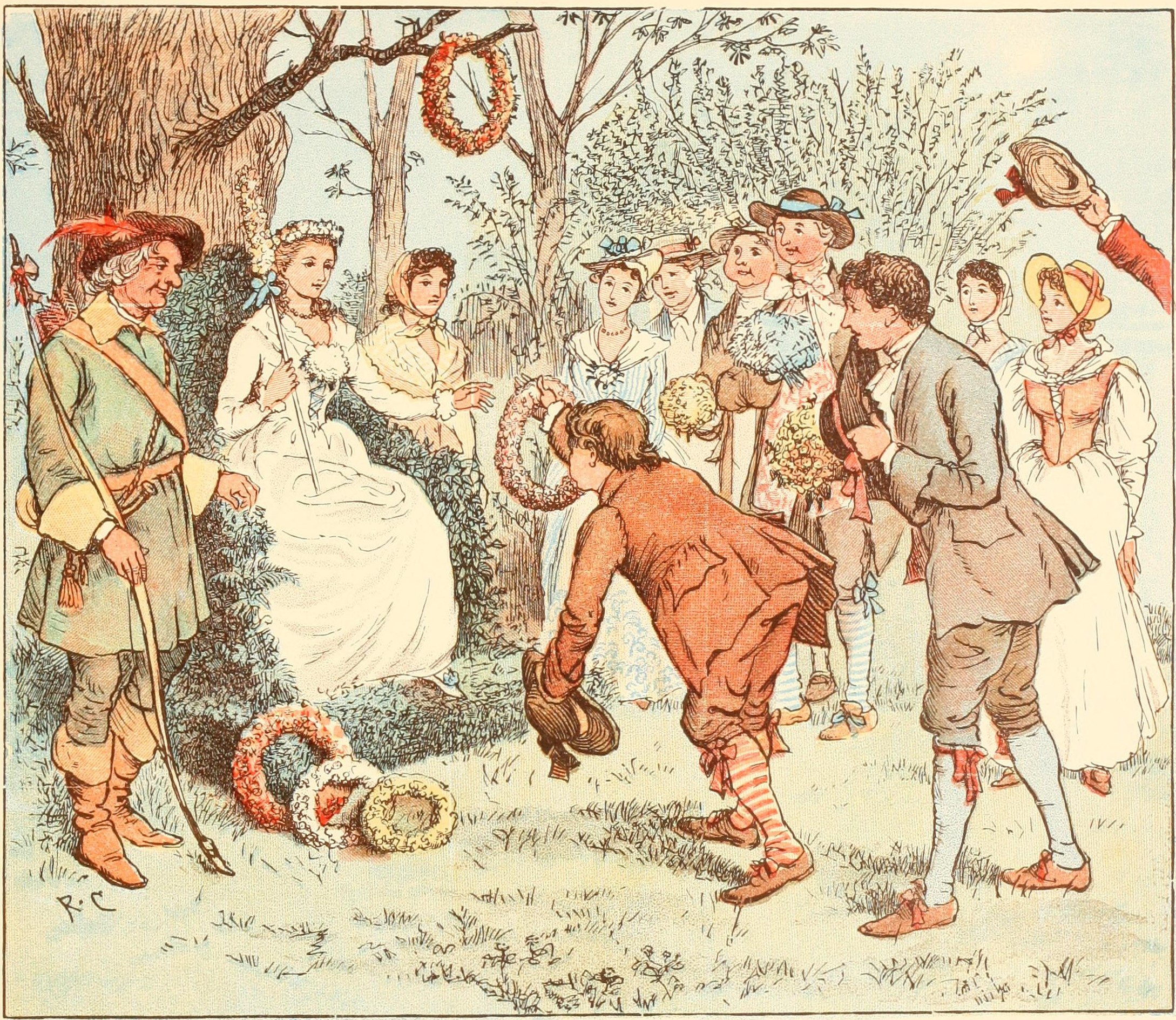
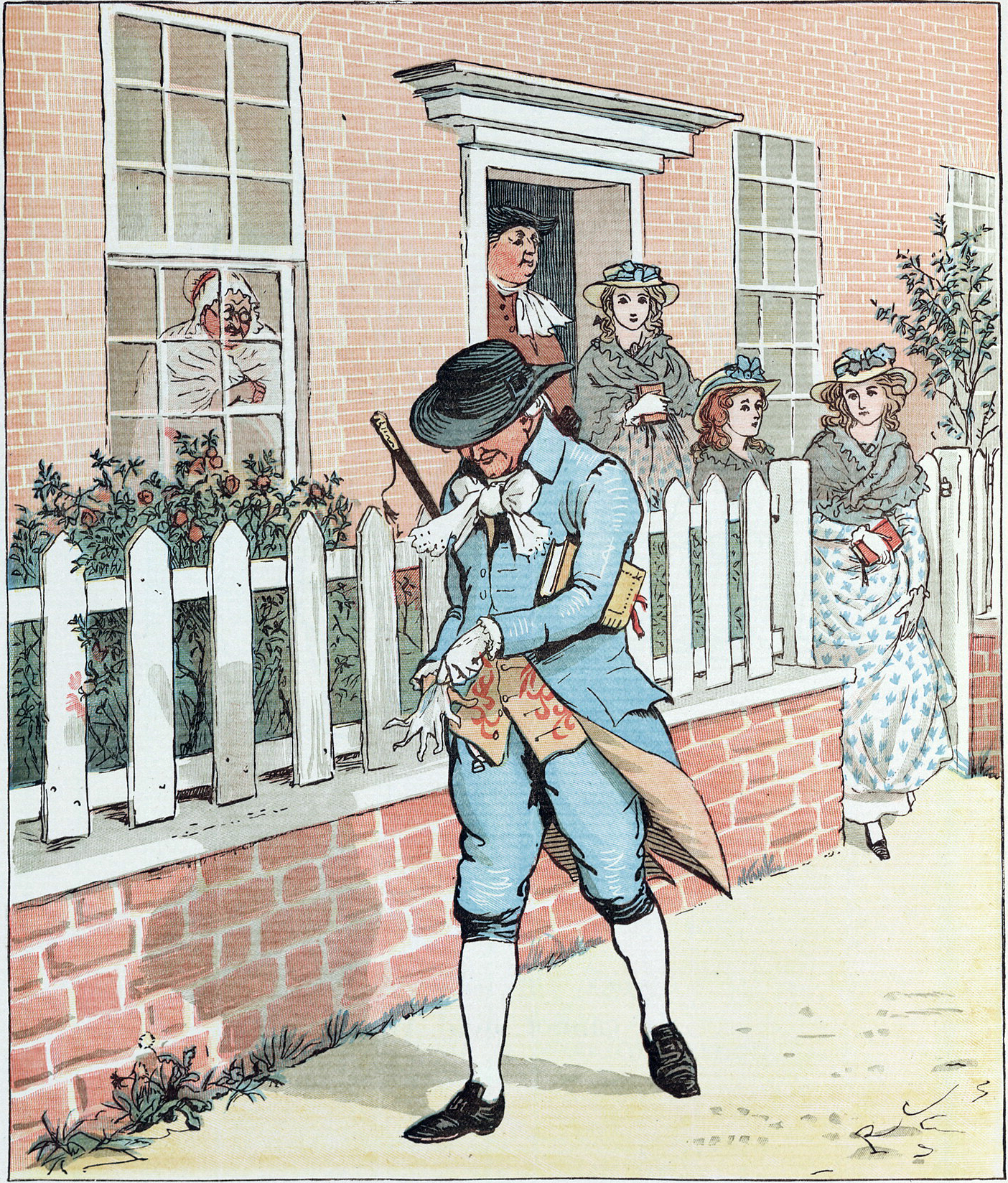
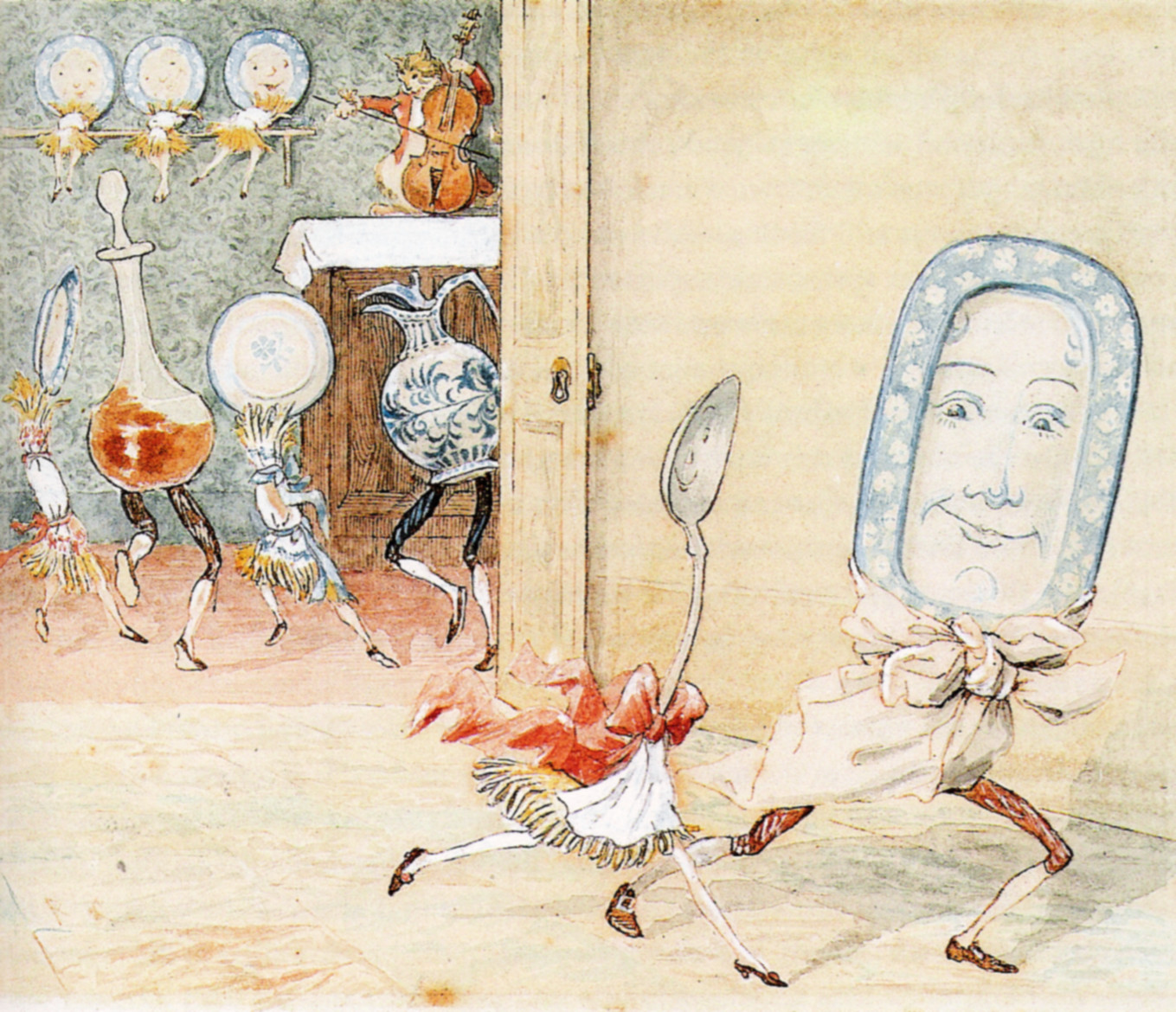
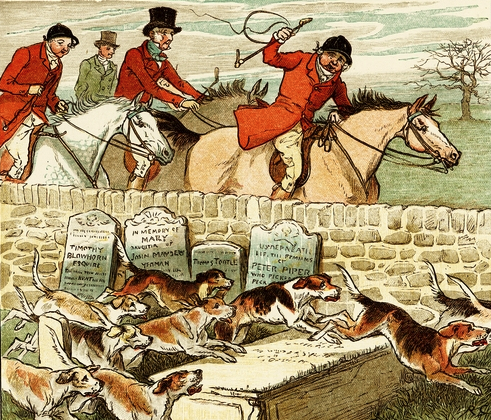
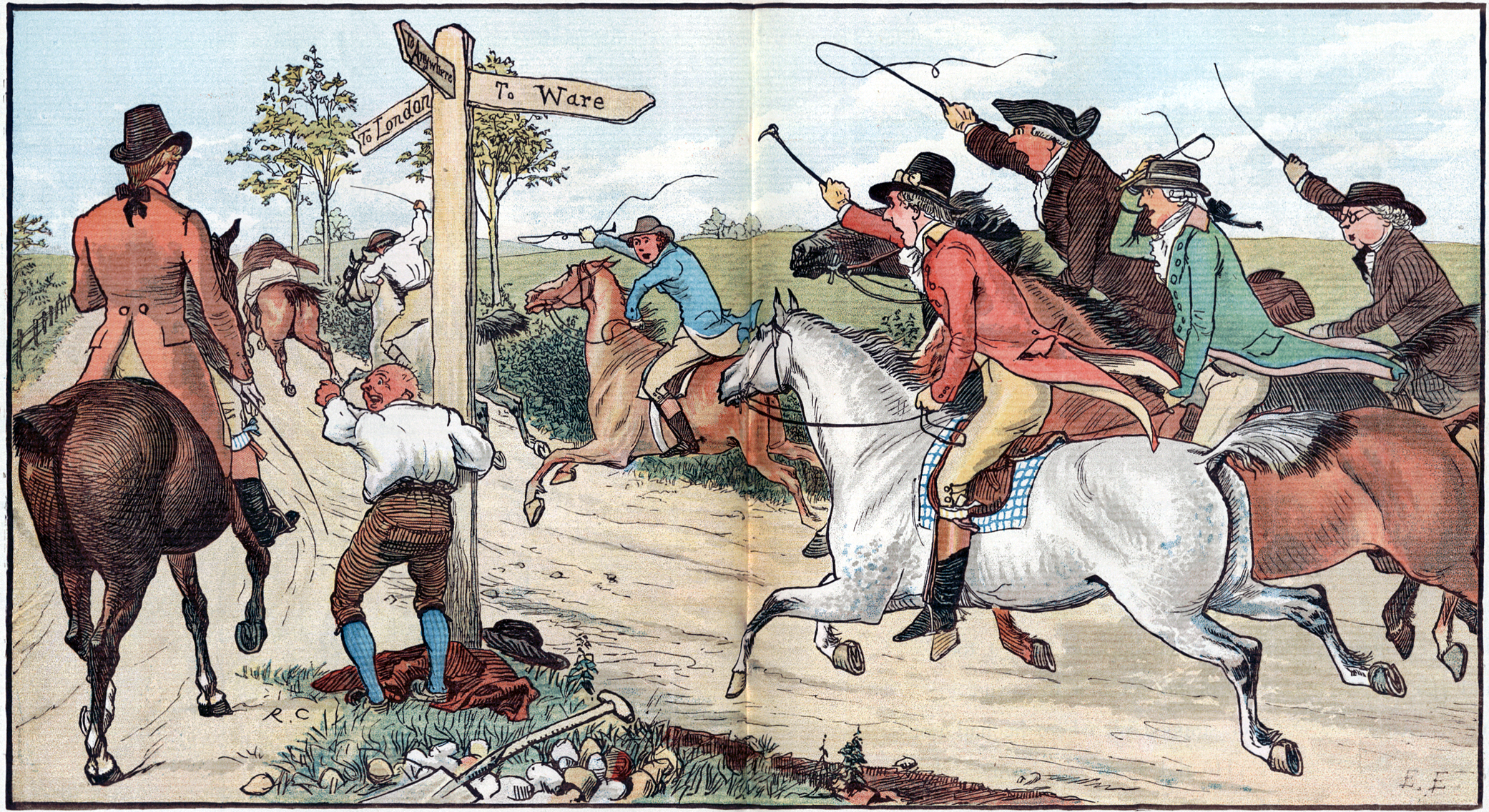